# 科學警察研究所
科学警察研究所（日语：／），簡稱科警研、NRIPS（National Research Institute of Police Science），是日本警察厅的附属机关，受命於警察厅长官，專責為研究、实验科学搜查、防止犯罪、交通事件鉴定、證物鑑定及檢查。總部位在千叶县柏市柏之叶6－3－1。

## 任務
主要任務是犯罪預防、犯罪搜査、鑑識指導和支援、開発機器。
2005年開始DNA情報的全国統括管理。

## 组织
- 所长（技术官员）、副所长（技术官员）、研究调整官（警察官：警视长）、顾问
- 总务部（部长：警视长）
  - 总务课（课长：警视正）
  - 会计课
- 法科学第一部
- 法科学第二部
- 法科学第三部
- 法科学第四部
- 犯罪行动科学部
- 交通科学部

## 附属鑑定所
検査事務関連指定的科学警察研究所所長的鑑定、檢査。
- 所長
- 主任研究官
- 鑑定官（3個人）

## 法科学研修所
対警察工作人被科学捜査関係的鑑定、検査関連的研修和研究。
- 所長
- 主任教授
- 教授
- 副教授

## 外部連結
- （日語）科学警察研究所 （页面存档备份，存于）